# Eva Trobisch
Eva Trobisch est une actrice, scénariste et réalisatrice allemande, née à Berlin-Est en 1983.

## Biographie
Après des études à la Hochschule für Fernsehen und Film München (Munich) et à la Tisch School of the Arts (New York), elle réalise quelques courts-métrages, et plusieurs films pour la télévision, de 2005 à 2013.
En 2018, elle réalise son premier long métrage Comme si de rien n'était. Ce film traite du déni et de la résilience du viol. Il est primé au festival de Locarno, au festival Premiers plans d’Angers.

## Filmographie
- 2012 : Wie Du küsst, court-métrage (23 '), prix Fleur Bleue 2014
- 2018 : Comme si de rien n'était (Alles ist gut)